# Ferdinando Glück
Ferdinand Johann "Ferdinando" Glück, född 20 juli 1901 i Sankt Ulrich in Gröden i Sydtyrolen i Österrike-Ungern (nuvarande Italien), död 2 december 1987 i Sëlva i Sydtyrolen, var en italiensk längdåkare. Han var med i de olympiska vinterspelen 1928 i Sankt Moritz och kom på 21:a plats på 50 kilometer.